# 川久保アンナ
川久保 アンナ（かわくぼ あんな）は、日本のAV女優。

## 略歴・人物
2004年にデビューした巨乳系のAV女優である。

## 出演作品

### アダルトビデオ
2004年
- 巨乳悦楽 41 （2月19日、フラワーワークス）
- バイブの虜 6 （3月18日、フラワーワークス）
- W爆乳スーパーソープ 2（3月19日、笠倉出版社）共演：泉セナ
- Boin Boin DX 3（3月31日、ステージメディア）
- お姉さんは好きですか？（4月1日、レイディックス）
- 巨乳お色気マルチ商法 〜ついていったら、こうなった〜（4月3日、ディープス）
- THE巨乳エステシャン（4月29日、ドリームチケット）共演：高梨美緒
- 性感ボディ（4月29日、ドリームチケット）共演：倉田杏里
- セーラー巨乳ハナフック（5月1日、ワンズファクトリー）
- 穴アキーむちパン（5月20日、ナチュラルハイ）
- 巨乳でんきくらげ　この女、触るとシビれるぜっ！！（5月20日、アットワンコミュニケーション）共演：矢口エミリ、ANZ
- 巨乳女狩り 17（5月25日、クリスタル映像）
- セーラー服とハイヒール（5月29日、OFFICE K's）共演：渋谷美奈
- DOSUKEBE Style 4（6月12日、シーツーコーポレーション）
- 女子校生強制中出し 2（6月15日、隼エージェンシー）
- スーパーGスポット SP Vol.18（6月24日、クリスタル映像）
- ベチョヌル 5（6月25日、ワイルドサイド）共演：真咲菜々
- エッチなお姉さんに誘われて 14（6月26日、シーツーコーポレーション）
- 東京巨乳恥帯　３　爆乳娘生撮り（6月30日、ステージメディア）
- 女だらけの世界　Vol.3（7月1日、MOODYZ）
- 被虐の巨乳たち 2（7月15日、隼エージェンシー）
- フェラコレ2004夏　21人のフェラジェンヌ（7月15日、隼エージェンシー）他出演：みずなあんり、相沢もも、沙里奈ユイ  ※総集編
- 潮吹き女子校生10連発 6（7月22日、クリスタル映像）  ※総集編
- グラビア女子校生　Debut 3　デカパイＶＳミニ娘（7月28日、KUKI）共演：中原りさこ
- 脂肪遊戯（8月1日、ゾーンワークス）他出演：山咲あかり、立花まりあ
- 鬼乳　もう巨乳じゃ満足できな…（8月3日、関西ソフト）
- 水中運動会 2（8月20日、イマージュ）
- 究極全身パーツフェチ（8月20日、ネクストイレブン）
- Boinイズム〜川久保アンナ〜（8月23日、グローリークエスト）
- 乳シリーズ 01 巨乳愛好家 ANNA （9月16日、GUTS）
- 痴女コーチ （9月20日、イマージュ）
- 東京巨乳恥帯DX 2 爆乳娘生撮り （9月30日、ステージメディア）
- 潜入　巨乳オーディション（10月20日、イマージュ）
- イイ女狩り 3（10月22日、ケイ・エム・プロデュース）
- 爆乳レズビアン　BIG3（10月25日、サイド・ビー）共演：矢口エミリ、海老原しのぶ
- 素人娘レズナンパ　爆乳スペシャル（10月25日、サイド・ビー）共演：矢口エミリ、海老原しのぶ
- 潮吹き女子校生10連発!! 6 3時間スペシャル（10月29日、クリスタル映像） ※総集編
- 妹のおっぱい（10月30日、ステージメディア）
- 巨乳女狩り 9（11月19日、クリスタル映像） ※総集編
- スーパーGスポットXXX Vol.10（11月19日、クリスタル映像） ※総集編
- 巨乳シェイク　Vol.1（11月22日、ジャパン有限会社）
- ガマンできない！おっぱい星人（11月22日、アカデミック）
- もしもこんな痴女がいたら…。 3（11月26日、ケイ・エム・プロデュース）他出演：北山静香、三上翔子、沖那つばさ、瀬名涼子、今野由愛、矢崎茜
- 近親家族（12月2日、麒麟堂）共演：加賀雅
- 団地に棲む人妻たち 11（12月15日、Madonna）

2005年
- ザ・首４の字固め　5（1月1日、アキバコム）
- ナイスボディお姉さん4時間SPECIAL 7（1月21日、クリスタル映像）  ※総集編
- 自慰シリーズ 淫語オナニー愛好家（2月16日、GUTS）
- ぱちゃの時代 ふっくらとしたお姉さんと妹たち（3月1日、レイディックス）
- 淫乱熟女　中出し　川久保アンナ（3月3日、麒麟堂）
- 私達の秘密 あの娘といつまでも…～コスプレ編～（3月25日、デジタルバンク）